# Hunyadfalva
Hunyadfalva è un comune dell'Ungheria di 190 abitanti (dati 2001). È situato nella contea di Jász-Nagykun-Szolnok.